# Gabriel Boric

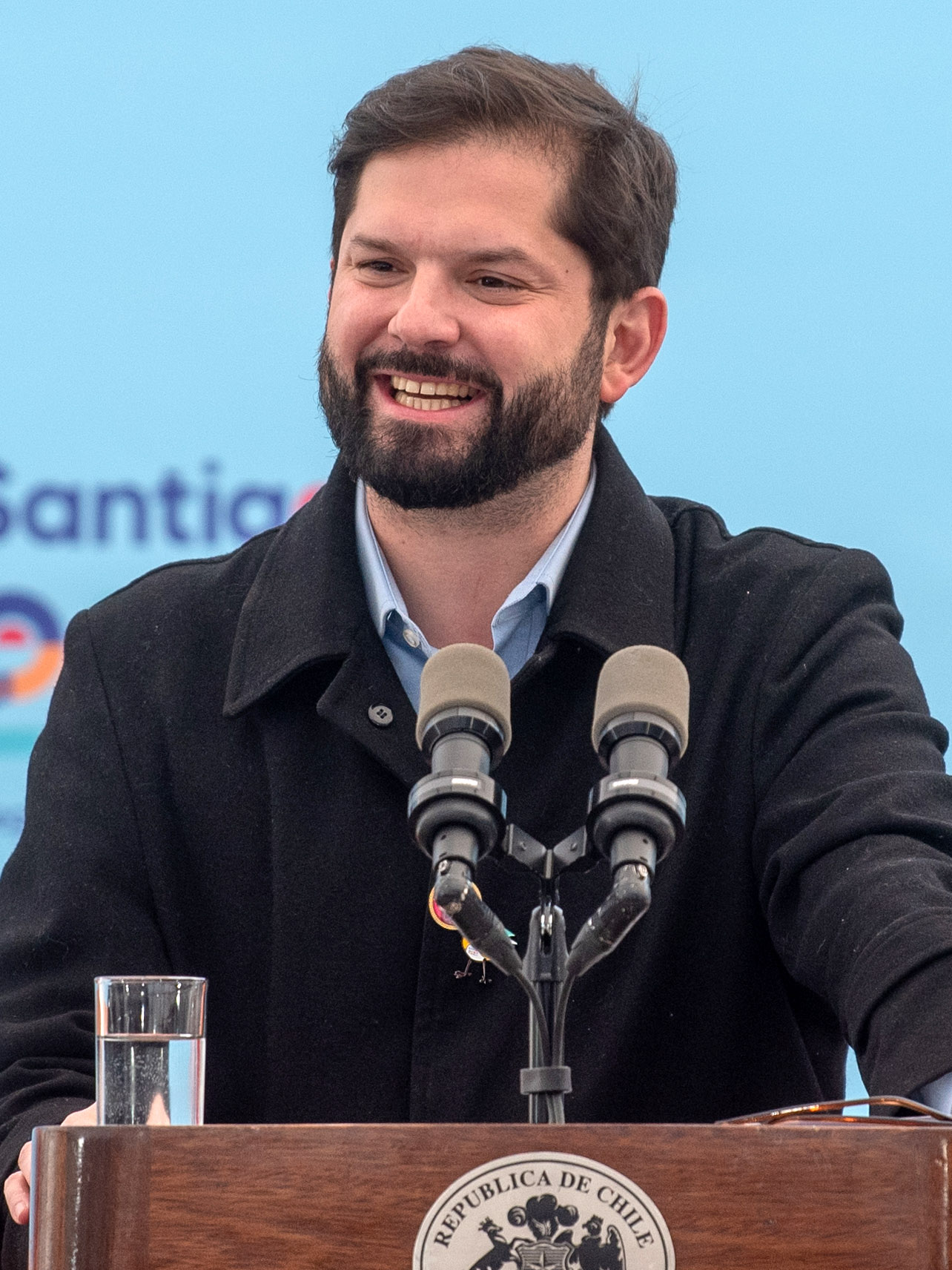
Gabriel Boric (2023)

Gabriel Boric Font (* 11. Februar 1986 in Punta Arenas) ist ein chilenischer Politiker der Partei Convergencia Social. Seit dem 11. März 2022 ist er Präsident von Chile und damit jüngster Amtsinhaber in der Geschichte des Landes. Zuvor war er zwischen 2014 und 2022 Mitglied des chilenischen Abgeordnetenhauses für den 28. Wahldistrikt in der Región de Magallanes.

## Frühes Leben
Boric wurde 1986 in Punta Arenas geboren. Er hat sowohl kroatische als auch katalanische Vorfahren. Er besuchte von 1991 bis 2003 The British School in Punta Arenas und studierte ab 2004 Rechtswissenschaften an der Universidad de Chile.
Bereits ab 1999 nahm Boric an der Wiedereinführung der Federación de Estudiantes Secundarios in Punta Arenas teil. An der Universidad de Chile wurde er Teil der „Izquierda Autónoma“, einer linken Bewegung an Universitäten. 2009 wurde er zum Präsidenten des „Centro de Estudiantes de Derecho“, der Vereinigung der Jurastudenten der Universidad de Chile, gewählt. Auch in den folgenden Jahren blieb er hochschulpolitisch aktiv. Im Dezember 2011 wurde er schließlich zum Präsidenten der Vereinigten Studierendenschaft der Universidad de Chile (Federación de Estudiantes de la Universidad de Chile) gewählt. Er setzte sich bei der Wahl gegen die amtierende Präsidentin dieser Studentenbewegung, Camila Vallejo, durch. Im Zuge dessen wurde er auch zu einem der Anführer der Studentenproteste in Chile 2011, die sich für umfassende Reformen im Bildungssystem einsetzten.

## Karriere als Politiker

### Mitglied im Abgeordnetenhaus
Bei den Parlamentswahlen in Chile 2013 trat Boric als unabhängiger Kandidat im 60. Wahldistrikt, der seine Heimatregion, die Región de Magallanes, umfasst, an. Obwohl er sich keiner der großen Parteien oder Allianzen anschloss, erhielt er mit 26,2 % die meisten Stimmen in seinem Wahldistrikt und wurde zum Abgeordneten gewählt. Sein Mandat begann am 11. März 2014. Dort war er Mitglied des Ausschusses für Menschenrechte und indigene Völker, des Ausschusses für Extremgebiete und das chilenische Antarktisterritorium sowie im Ausschuss für Arbeit und soziale Sicherheit. 2016 gründete er zusammen mit Giorgio Jackson den Frente Amplio, eine Koalition verschiedener linksgerichteter Parteien und Bewegungen. Bei der Parlamentswahl in Chile 2017 konnte er diesmal als unabhängiges Mitglied des Frente Amplio seinen Sitz im Abgeordnetenhaus mit 32,8 % der Stimmen verteidigen, nach der Wahlkreisreform in Chile diesmal jedoch im 28. Wahldistrikt. Diesmal wurde er Mitglied im Ausschuss für Verfassung, Gesetzgebung, Justiz und Vorschriften sowie erneut im Ausschuss für Extremgebiete und das chilenische Antarktisterritorium. Boric unterstützte die Forderungen, die von den Protesten in Chile 2019 vorgetragen wurden.

### Präsidentschaftswahl 2021
Am 17. März 2021 wurde Boric zum offiziellen Kandidaten der Convergencia Social bei der Präsidentschaftswahl in Chile 2021 gewählt. Am 23. März 2021 wurde er ebenfalls zum Kandidaten der Revolución Democrática gewählt. Am 18. Juli 2021 trat er als Kandidat dieser beiden Parteien sowie der Comunes und der Koalition Frente Amplio bei den Vorwahlen der linken Koalition Apruebo Dignidad gegen den Bürgermeister von Recoleta sowie Kandidaten der Koalition Chile Digno und der Partido Comunista de Chile, Daniel Jadue, an. Obwohl Jadue in den Umfragen vor Boric lag, konnte Boric 60,43 % der Stimmen hinter sich vereinigen und sich so überraschend deutlich gegen Jadue durchsetzen. Durch den Sieg in der Vorwahl wurde er zum offiziellen Kandidaten der Apruebo Dignidad für den 1. Wahlgang der Präsidentschaftswahl am 21. November 2021 gekürt. Mit einem Alter von 35 Jahren war er der jüngste Kandidat aller Zeiten bei einer Präsidentschaftswahl in Chile. In den Umfragen lag Boric, nachdem er zum Kandidaten seiner Koalition gekürt worden war, lange in Führung. Im Oktober 2021 wurde er jedoch vom Kandidaten der rechten Koalition Frente Social Cristiano, José Antonio Kast, eingeholt. So konnte Boric bei der 1. Runde der Wahl mit 25,83 % der Stimmen nur den zweiten Platz hinter Kast erreichen, der 27,91 % der Stimmen erhielt. Beide traten in einer Stichwahl am 19. Dezember 2021 gegeneinander an, die Boric mit 55,87 % der Stimmen gewann.

## Präsidentschaft
Am 11. März 2022 wurde Boric im Amt des Präsidenten vereidigt. Mit 36 Jahren ist er der bislang jüngste Präsident seines Landes. Bereits im Januar 2022 gab er die Mitglieder seines Kabinetts bekannt; es ist erstmals in der Geschichte Chiles mit mehr Frauen als Männern besetzt. Außerdem wurden erstmals eine Ministerin und ein Minister vereidigt, die offen homosexuell leben.
Zu den Projekten von Präsident Boric gehören die Einführung einer allgemeinen Krankenversicherung, die Schaffung einer staatlichen Abbaugesellschaft für Lithium und andere für Chiles Wirtschaft wichtige Rohstoffe, eine Erhöhung des Mindestlohns und Einführung der 40-Stunden-Woche sowie Maßnahmen zum Umweltschutz und zur Abmilderung der Auswirkungen des Klimawandels in Chile. Die bei seinem Amtsantritt hohe Inflation konnte inzwischen etwas eingedämmt werden, ist aber mit 11,5 % immer noch vergleichsweise hoch.
Zunächst startete Boric bei seinem Amtsantritt mit etwa 50 % Zustimmung, rutschte jedoch schnell ab. In späteren Umfragen 2023 konnte er sich etwas erholen und liegt nun stabil bei etwas über 30 % Zustimmung. Damit erreicht er dennoch deutlich höhere Zustimmungswerte als sein Vorgänger Piñera, der vor Amtsende nicht einmal 20 % erreichte.
Einen herben Rückschlag erlebte Boric, als die von ihm unterstützte Verfassung von 2022 von über 60 % der Wähler abgelehnt wurde. 2023 wurde die Mitgliedschaft einiger Regierungsbeamter in NGOs bekannt, welche von der Regierung lukrative Aufträge erhielten. Im November 2023 besuchte Boric zusammen mit dem UN-Generalsekretär Antonio Guterres die Antarktis. Im Januar 2025 war Boric der erste amtierende Präsident von Lateinamerika, welcher den Südpol besuchte.

## Politische Positionen
In seinem Wahlprogramm zur Präsidentschaftswahl 2021 hat Boric seine Programmpunkte dargelegt, die er als Präsident umsetzen möchte. Das Programm umfasst zunächst 53 konkrete Änderungsvorschläge, die in einem Regierungsprogramm konkretisiert werden.
Im Zentrum seines Wahlprogramms stehen vorgeschlagene soziale Reformen. Chile ist eines der Länder weltweit mit der größten Ungleichheit zwischen den reichsten und ärmsten Einwohnern des Landes. Dies will Boric angehen, indem er den Sozialstaat stärken und somit den Neoliberalismus überwinden möchte. Dazu möchte er unter anderem das Rentensystem modernisieren, den Mindestlohn erhöhen und ein staatliches Krankenversicherungssystem aufbauen. Diese Ziele möchte er unter anderem durch eine stärkere Besteuerung der Reichen und der Industrie erreichen.
Daneben setzt sich Boric für die verstärkte Inklusion von Frauen, ethnischen Minderheiten wie den Mapuche sowie Mitgliedern der LGBTQ-Bewegung ein. Auch die Dezentralisation sowie die Bekämpfung des Klimawandels spielen zentrale Rollen in seinem Programm. Außerdem unterstützt Boric die Verfassunggebende Versammlung Chiles.
Öffentlich rief Boric die Linke dazu auf, hinsichtlich der Menschenrechte nicht mit zweierlei Maß zu messen. Mit derselben Schärfe, wie sie u. a. die Menschenrechtsverletzungen in Chile während der Diktatur, die israelische Besetzung Palästinas oder den Interventionismus der Vereinigten Staaten verurteilten, müssten sie auch die permanenten Freiheitseinschränkungen in Kuba, die Unterdrückung der Ortega-Regierung in Nicaragua, die Diktatur in China und die Schwächung der demokratischen Grundvoraussetzungen in Venezuela verurteilen.
Er gilt als Kritiker der israelischen Siedlungspolitik und unterstützt Forderungen der Palästinenser.

## Privates
Im September 2024 gab er bekannt, mit der Chemikerin und Basketballspielerin Paula Carrasco liiert zu sein. Sie brachte einen Sohn mit in die Beziehung. Im Juni 2025 wurden beide gemeinsam Eltern einer Tochter.

## Auszeichnungen
Das Time-Magazin zählte Boric zu den 100 einflussreichsten Persönlichkeiten des Jahres 2022.